# たましいの居場所
「たましいの居場所」は、日本のロックバンド・マカロニえんぴつのメジャー2枚目のシングルである。2022年6月22日にトイズファクトリーから発売された。楽曲は、日産自動車「サクラ」のCMソングとして書き下ろされた。

## 背景・リリース
2022年4月15日、メジャー2作目のシングルとして当作品を6月22日に発売することを発表した。シングルには、「たましいの居場所」を表題曲に、テレビアニメ『サマータイムレンダ』のオープニングテーマとして書き下ろされ、同年4月15日に配信リリースされた「星が泳ぐ」の他に、「街中華☆超愛」、「僕らは夢の中」の全4曲を収録。初回限定盤、通常盤の2形態でのリリースで、初回限定盤にはメジャーデビュー以降に発表した楽曲のミュージックビデオが収められたBlu-rayディスクが収録される。
5月20日には、同日に発売された日産自動車「サクラ」のCMソングとして表題曲「たましいの居場所」が起用されることが発表された。CM内では同車種のCMキャラクターの松たか子が共に歌唱する特別バージョンが使用されている。

## シングル収録曲
| 全作詞・作曲: はっとり、全編曲: マカロニえんぴつ。 |                                                                    |          |            |      |
| #                                                  | タイトル                                                           | 作詞     | 作曲・編曲 | 時間 |
| 1.                                                 | 「たましいの居場所」(日産自動車「サクラ」CMソング)                 | はっとり | はっとり   | 3:22 |
| 2.                                                 | 「星が泳ぐ」(テレビアニメ『サマータイムレンダ』オープニングテーマ) | はっとり | はっとり   | 4:00 |
| 3.                                                 | 「街中華☆超愛」                                                    | はっとり | はっとり   | 4:02 |
| 4.                                                 | 「僕らは夢の中」                                                   | はっとり | はっとり   | 4:42 |
| 合計時間:                                          | 合計時間:                                                          | 16:06    |            |      |

| #   | タイトル                             | 作詞 | 作曲・編曲 |
| --- | ------------------------------------ | ---- | ---------- |
| 1.  | 「生きるをする」                     |      |            |
| 2.  | 「mother」                           |      |            |
| 3.  | 「ノンシュガー」                     |      |            |
| 4.  | 「メレンゲ」                         |      |            |
| 5.  | 「はしりがき」                       |      |            |
| 6.  | 「裸の旅人」                         |      |            |
| 7.  | 「八月の陽炎」                       |      |            |
| 8.  | 「なんでもないよ、」                 |      |            |
| 9.  | 「ハッピーエンドへの期待は」         |      |            |
| 10. | 「好きだった（はずだった）」         |      |            |
| 11. | 「キスをしよう」                     |      |            |
| 12. | 「なんでもないよ、OKKAKE Long ver.」 |      |            |
| 13. | 「星が泳ぐ」                         |      |            |